# Nastri d'argento 1954

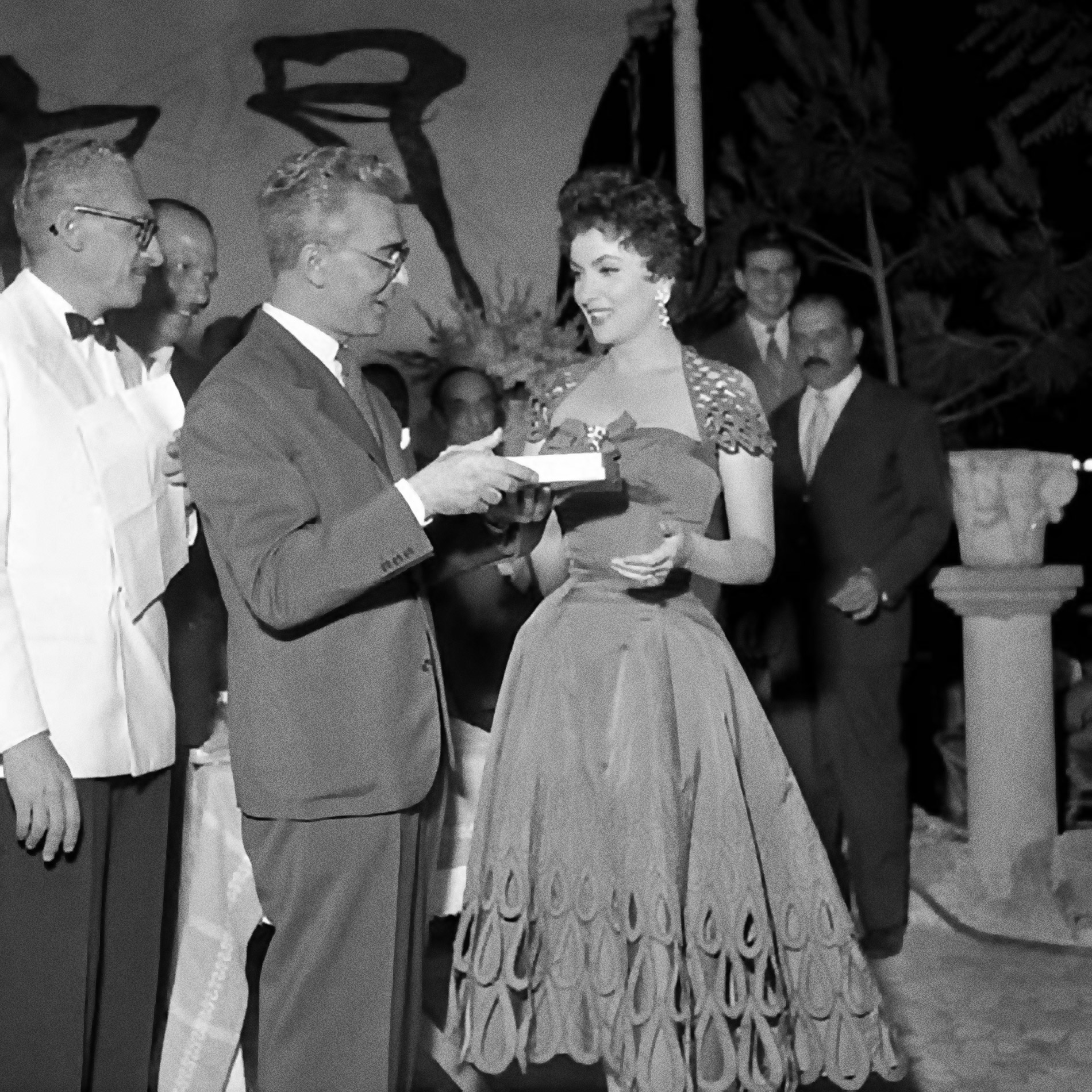
Gina Lollobrigida premiata come migliore attrice

La 9ª edizione dei Nastri d'argento si è tenuta il 15 luglio 1954 a Roma.

## Vincitori

### Produttore del miglior film
- PEG Film e Cite Film - I vitelloni

### Migliore regia
- Federico Fellini - I vitelloni

### Migliore scenario
- Vitaliano Brancati, Sergio Amidei, Vincenzo Talarico e Luigi Zampa - Anni facili

### Migliore attrice protagonista
- Gina Lollobrigida - Pane, amore e fantasia

### Migliore attore protagonista
- Nino Taranto - Anni facili

### Migliore attrice non protagonista
- Elisa Cegani - Tempi nostri - Zibaldone n. 2

### Migliore attore non protagonista
- Alberto Sordi - I vitelloni

### Migliore musica
- Mario Zafred - Cronache di poveri amanti

### Migliore fotografia
- Mario Craveri - Magia verde]

### Migliore scenografia
- Pek G. Avolio - Cronache di poveri amanti

### Premio speciale
- Lea Padovani per il complesso delle sue interpretazioni
- Antonio Pietrangeli - Il sole negli occhi

### Migliore documentario
- Magia verde - regia di Gian Gaspare Napolitano

### Migliore film straniero
- Il piccolo fuggitivo (Little Fugitive) - regia di Ray Ashley, Morris Engel e Ruth Orkin